# Süntök
A süntök (Echinocystis lobata) a tökvirágúak (Cucurbitales) rendjébe és a tökfélék (Cucurbitaceae) családjába tartozó faj.
Nemzetségének egyetlen faja.

## Habitus

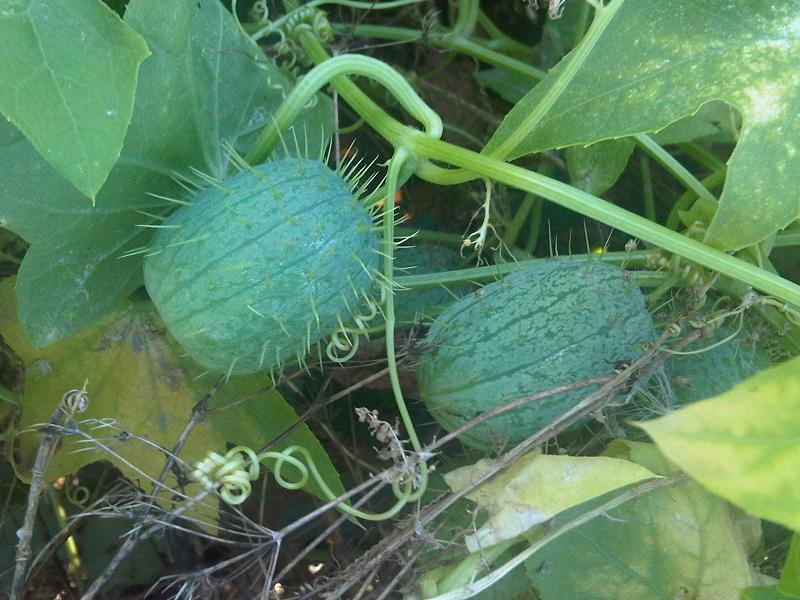
termései

A süntök többágú kacsaival felkapaszkodó, akár 7-8 méter magasra felfutó, vékony szárú, legfeljebb a nóduszokban szőrös, egyéves növény. Növekedési formája szerint a smilakoid csoportba tartozik: a levélhónaljakban eredő, több, leginkább háromágú finom mozgásokra képes  – vélhetően pálha- vagy inkább szár eredetű – kacsaival kapaszkodik. A kacsok száma nóduszonként egy. A kapaszkodás a kacs érintésre való érzékenységével magyarázható: az érintkezés helyén a kacs növekedése lelassul, az átellenes oldalon felgyorsul, aminek következtében a kacs rugószerűen feltekeredve körbefonja a megérintett ágat. A kacsok rögzülése után a tengelyük kiegyenesedik és megvastagszik, ezáltal a süntök szárát távol tartja a támasztékul szolgáló növénytől.
Levelei hosszú levélnyelűek, karéjosan osztottak, az 5 karéj ép szélű, szálkás csúcsú, érdes. A termős virágok magánosak vagy a kacsok hónaljában rövid kocsányon ülnek többedmagukkal. A porzósak aprók, fehérek, összetett fürtöt alkotnak, a porzószálak összenőttek. A termés 3-4 centiméter hosszú, hengeres, puha, tüskés, belsejét, a négy mag körül rostos szövet tölti ki.

## Származás, elterjedés
Őshazája Északkelet-Amerika, ahol áreája az északi szélesség 35 és 53°-a között, valamint az Atlanti-óceán partvidékétől a nyugati hosszúság 110°-áig található, tehát az Egyesült Államokon kívül Kanada déli részein is őshonos. Sporadikus előfordulásai még ettől nyugatabbra is vannak, ahol valószínűleg kultúrszökevény. Eredeti élőhelyén és Európában is csak a 0 °C-os januári izotermától északra tudott kiterjedt állományokat létrehozni.
Első európai adata 1904-ből való, hazánk területén pedig először Debrecenben 1913-ban jegyezték le.
Manapság nálunk az egész országban megtalálható, csak a Kisalföldön és a Duna–Tisza közének déli részén ritka. Európában nagy léptékű elterjedését - őshazájához hasonlóan - klimatikus tényezők határozzák meg. Nem vagy csak kivételesen fordul elő a faj azokon a területeken, ahol a januári középhőmérséklet nem 0 és -5 °C közé esik.
Dísznövényként ültették, idővel pedig kivadult a kertekből.

## Életciklus, életmenet
Életformája T4 (nyárutói egyéves), életideje a vegetációs időszakban mintegy százharminc nap, általában májustól októberig. A növény csírázása májusban indul el, virágzás pedig júliustól. Önmegporzás is lehetséges, de inkább rovarmegporzás jellemzi, a terméseket a víz is terjeszti. A nővirágok elvirágzás után akár már tizennégy napon belül teljes méretű termést hozhatnak. A termések egy-hat magot tartalmaznak, leggyakrabban négyet. A magvak kihullanak, amikor a termés kiszárad. A mag, illetve a termés terjedésének két fő módja lehetséges: a magvak kihullva az anyanövény környezetében csíráznak (gravitációs), de terjesztheti a víz is (hidrochoria).

## Termőhelyigény
Folyók, patakok mentén szerves anyagokban és bázisokban gazdag, nedves vagy üde, gyengén savanyú, humuszos talajokon, ligeterdőkben, árkok, csatornák mentén. Fényigényes, degradációtűrő és -jelző, kevéssé vagy közepesen nitrogénigényes. Sókerülő, sós vagy szikes élőhelyen ritkán fordul elő. A vegetációs időszakban bekövetkező elárasztásokat gyengén tűri, ilyenkor a tövek elpusztulhatnak.

## Biotikus interakciók
- Magja allelopatikus hatású.
- A támasztékul szolgáló növényt elnyomhatja.
- Hazai fogyasztóiról kevés adat van (se parazita, se rovar), azonban Amerikában számos fogyasztója ismert.
- A süntöknek fontos szerepe van ennek a sokgazdás, nagy károkat okozó uborka-mozaikvírusnak az epidemiológiájában.

## Gazdasági jelentősége
Hazájában az észak-amerikai őslakosok számára „panácea”, azaz jó reumára, lázra, emellett afrodiziákum, abortívum, felhasználták magjait gombként, gyöngyként és terméséből halbódító lét készítettek.

## Természetvédelmi jelentősége
- Kedvezőtlenül befolyásolja az őshonos társulásokat.
- Mezőgazdasági gyom.
- Leárnyékolhatja, lehúzhatja a facsemetéket.
- Betegségeket terjeszthet.

## Természetvédelmi kezelés
- Védett területeken: mechanikai kezelés.
- Kémiai védekezés: nehéz a szelektivitást megőrizni.
- Számos fogyasztója, kórokozója ismert, de ezek gazdanövényspektruma széles.

## Képek

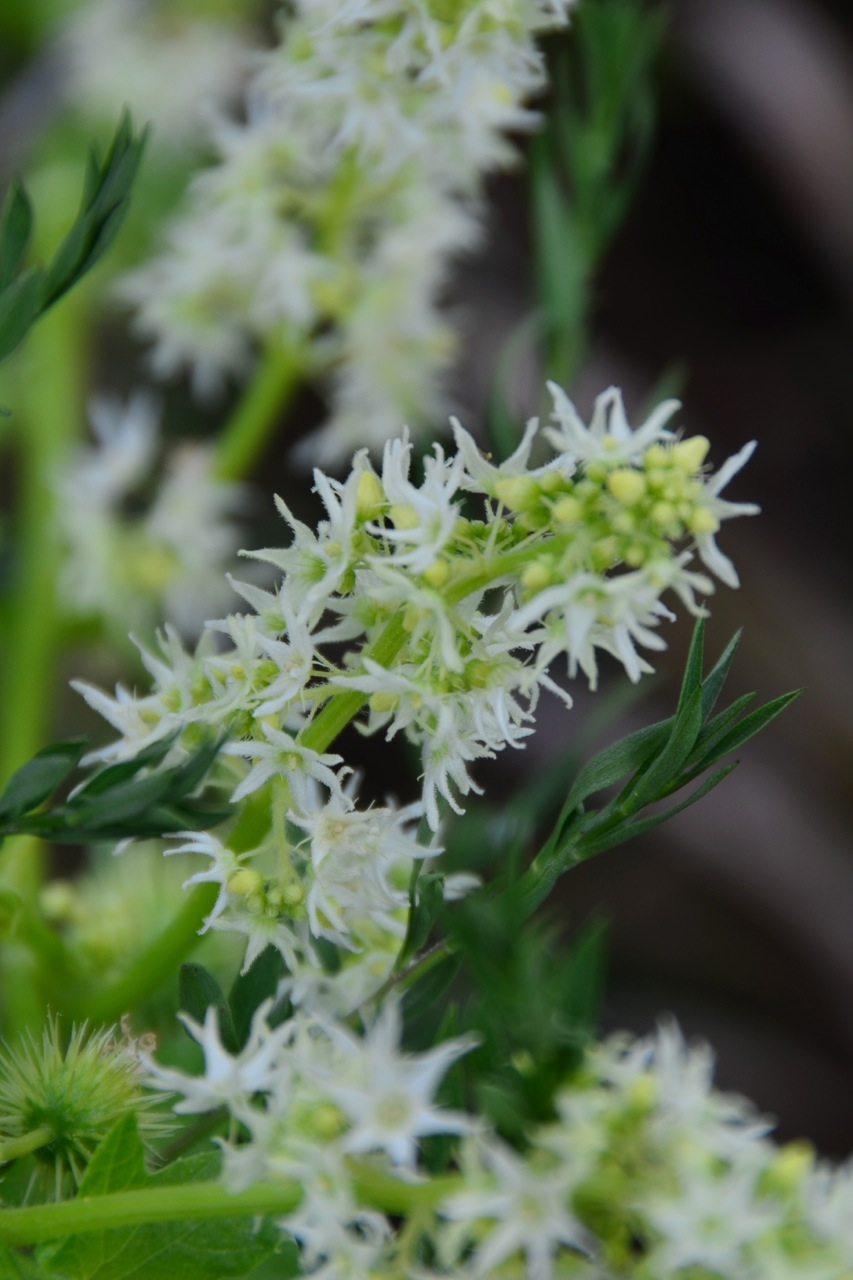
virágai
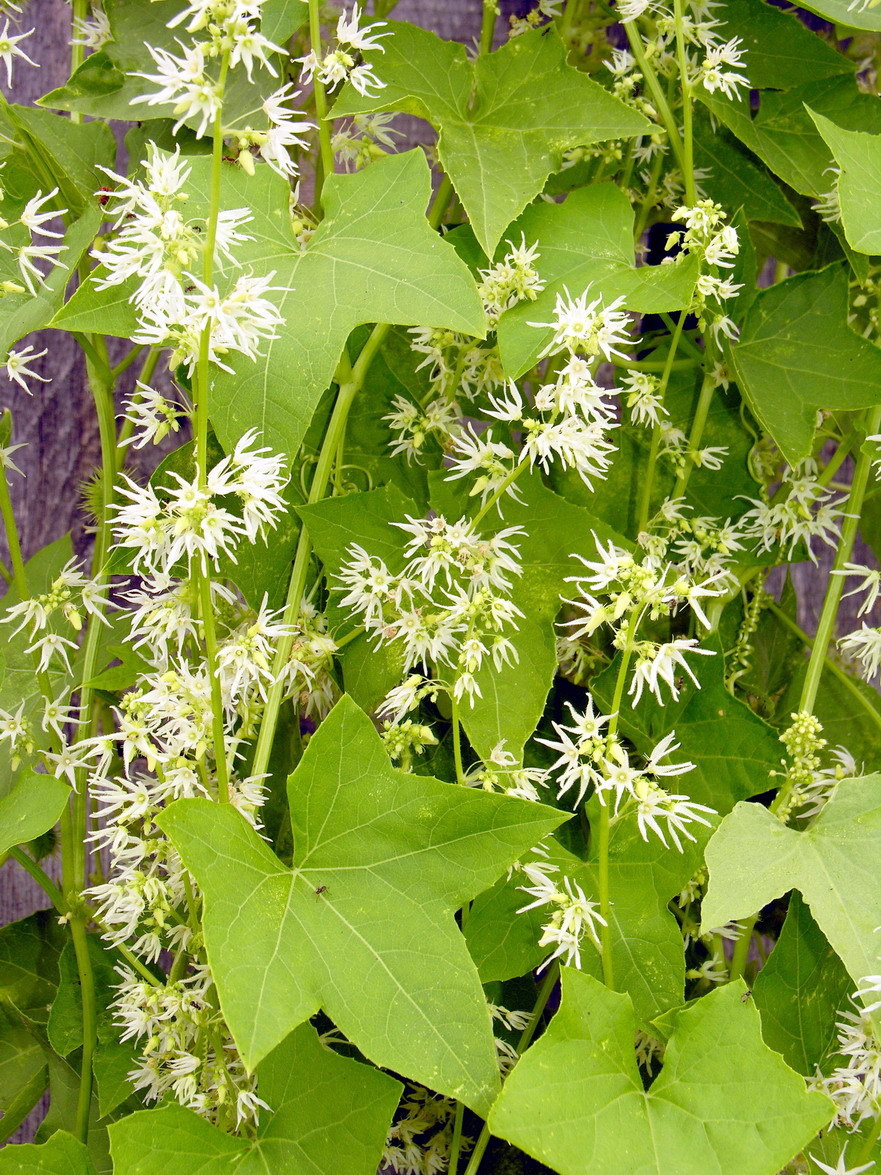
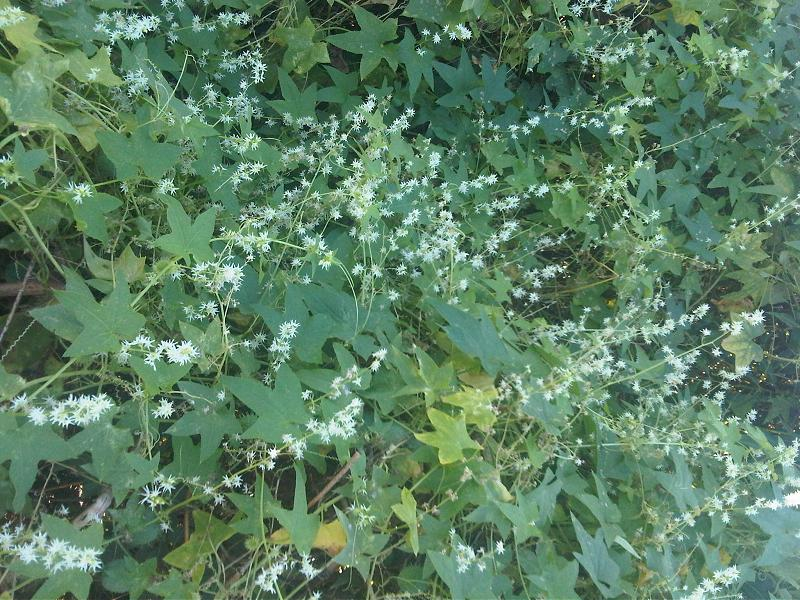
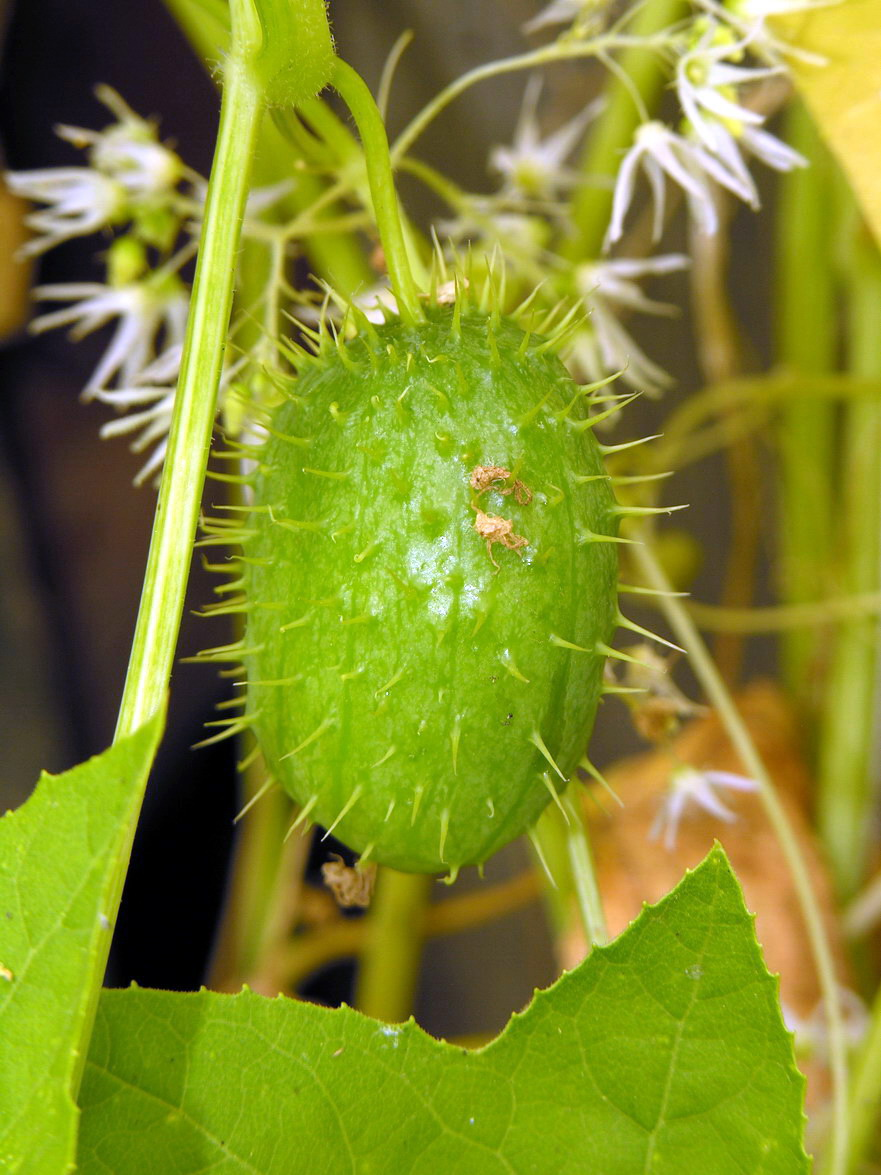
termései
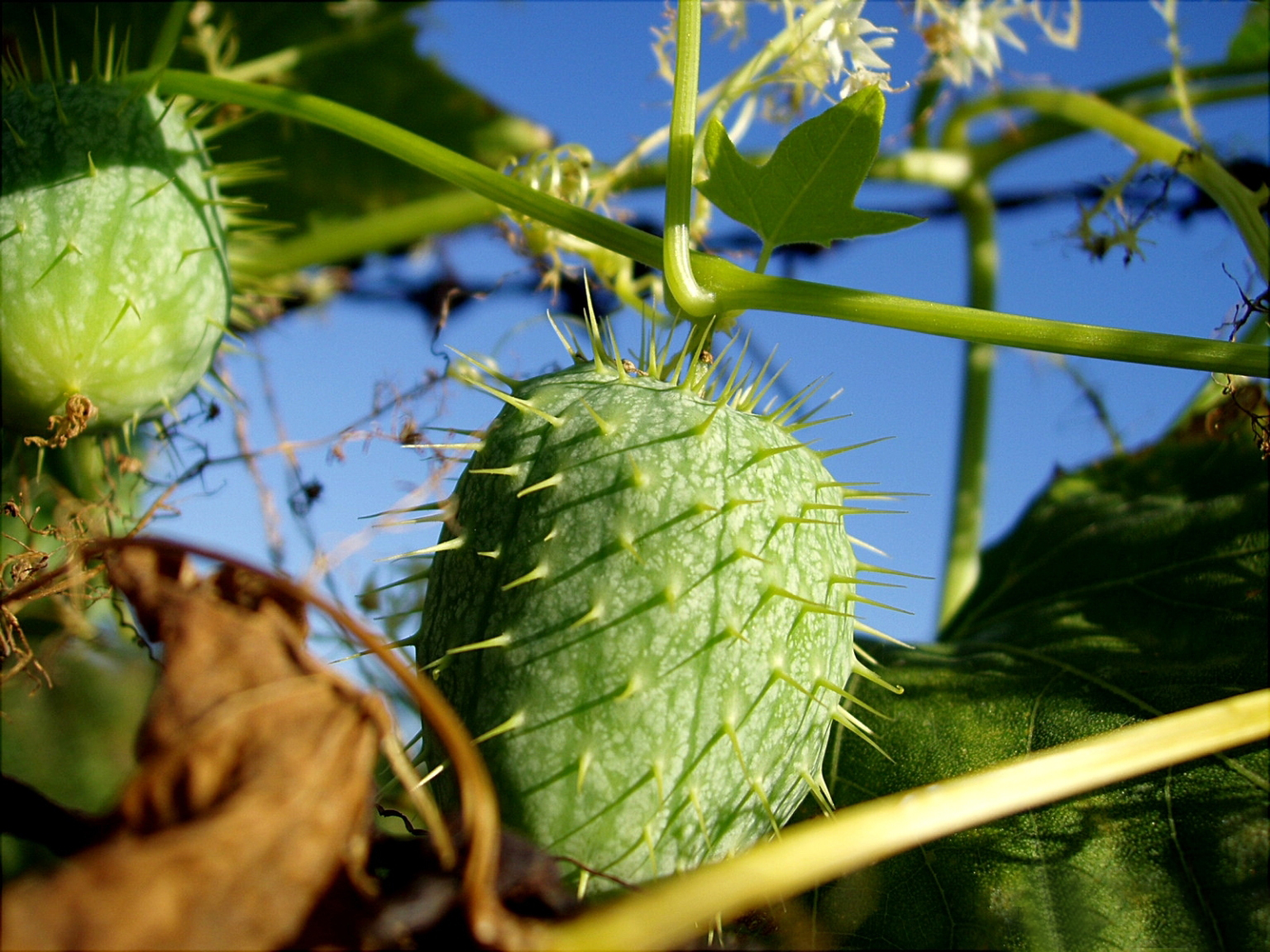
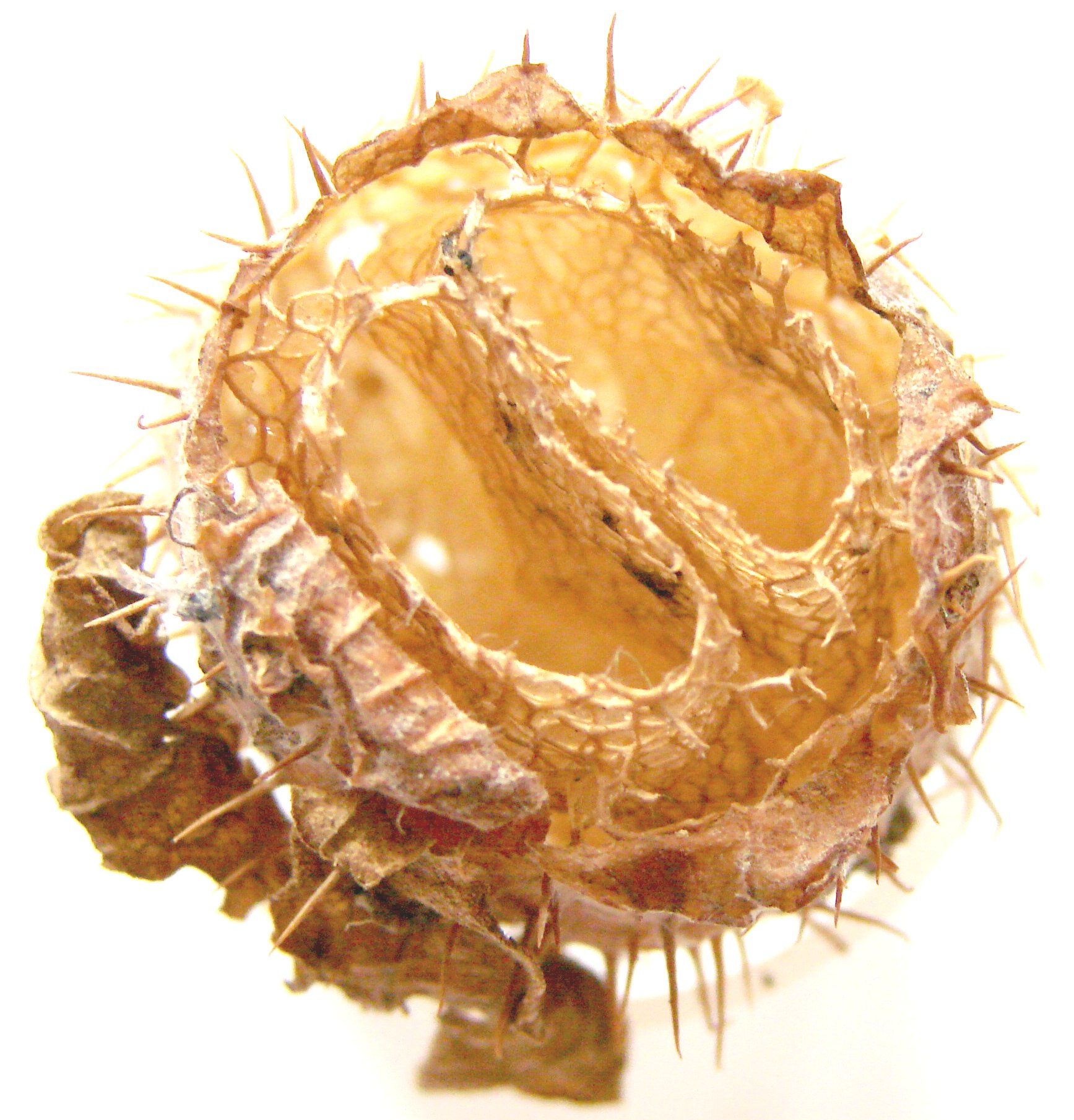
szárított termése
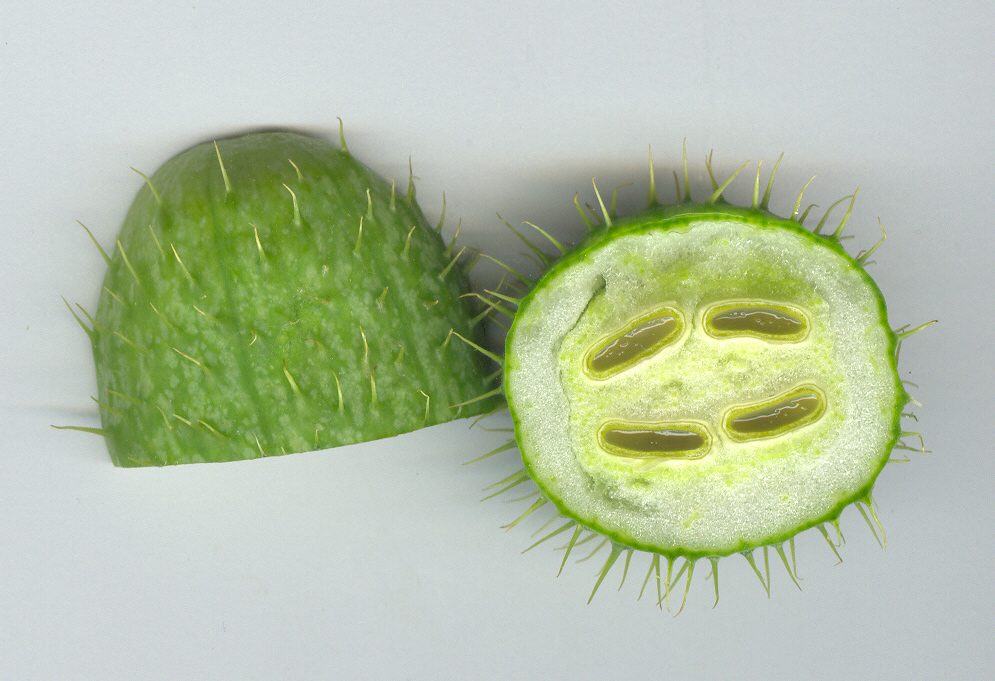
kettévágott termése
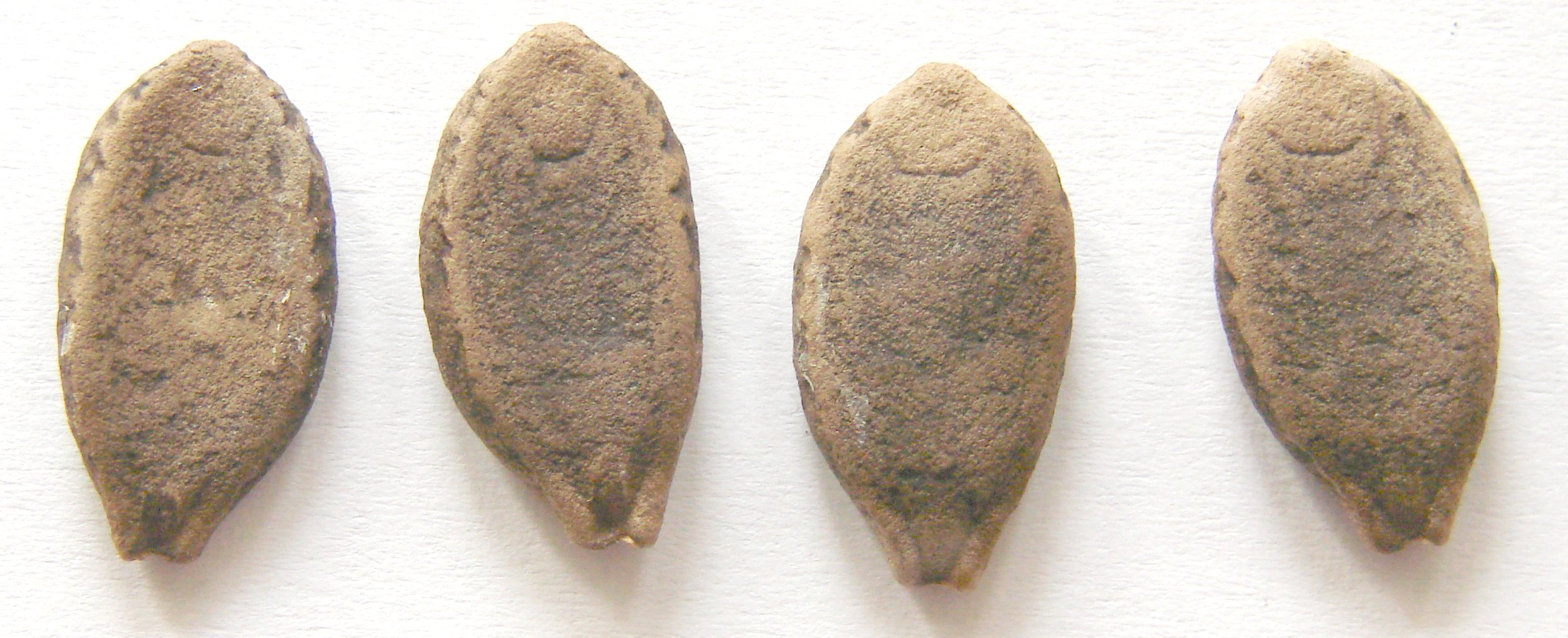
magvai
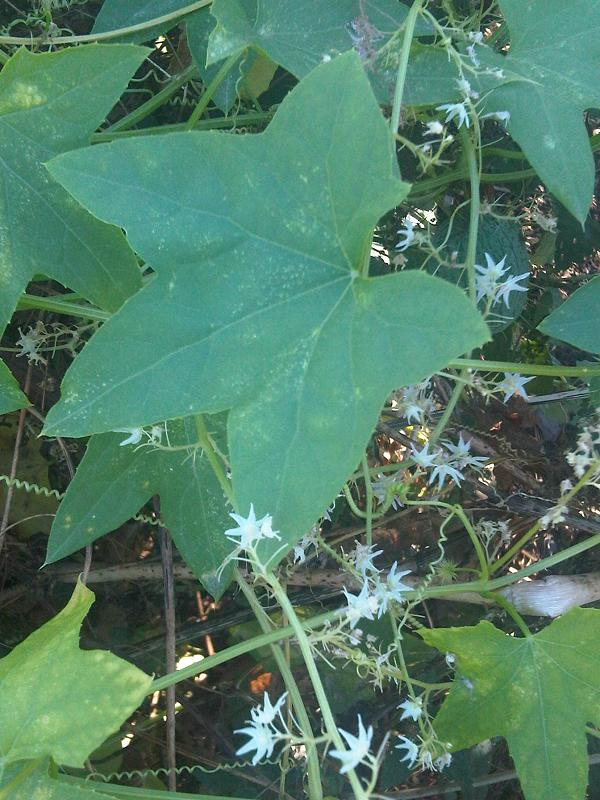
levelei
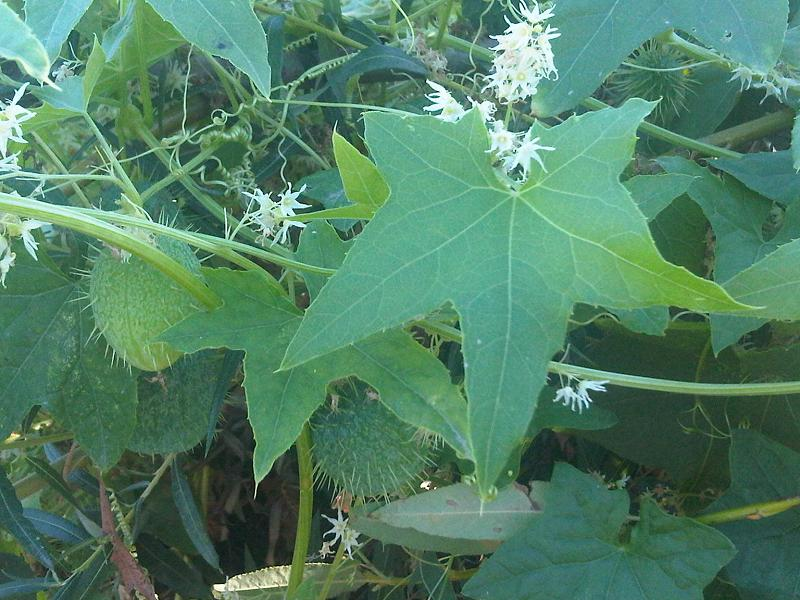
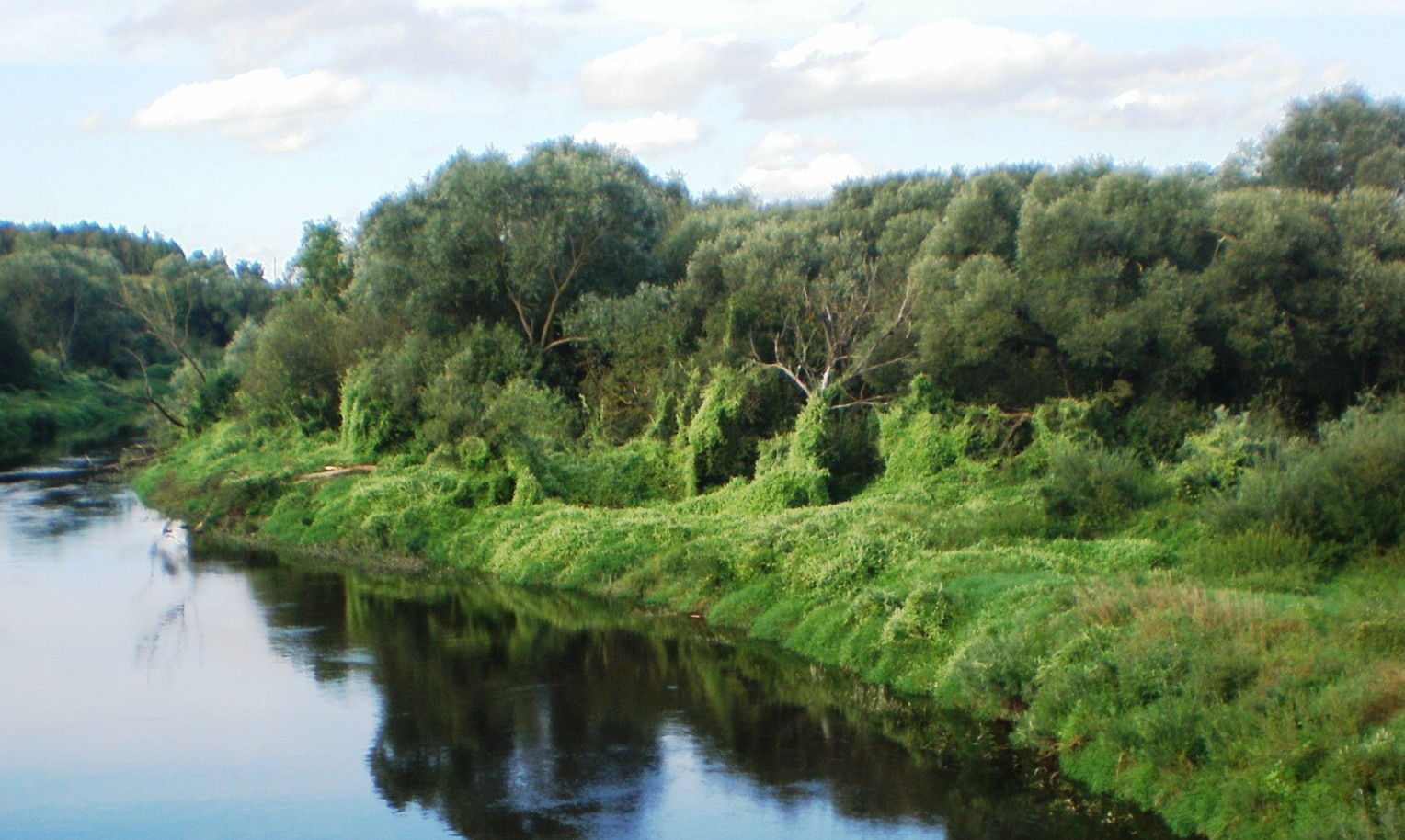
a vadonban
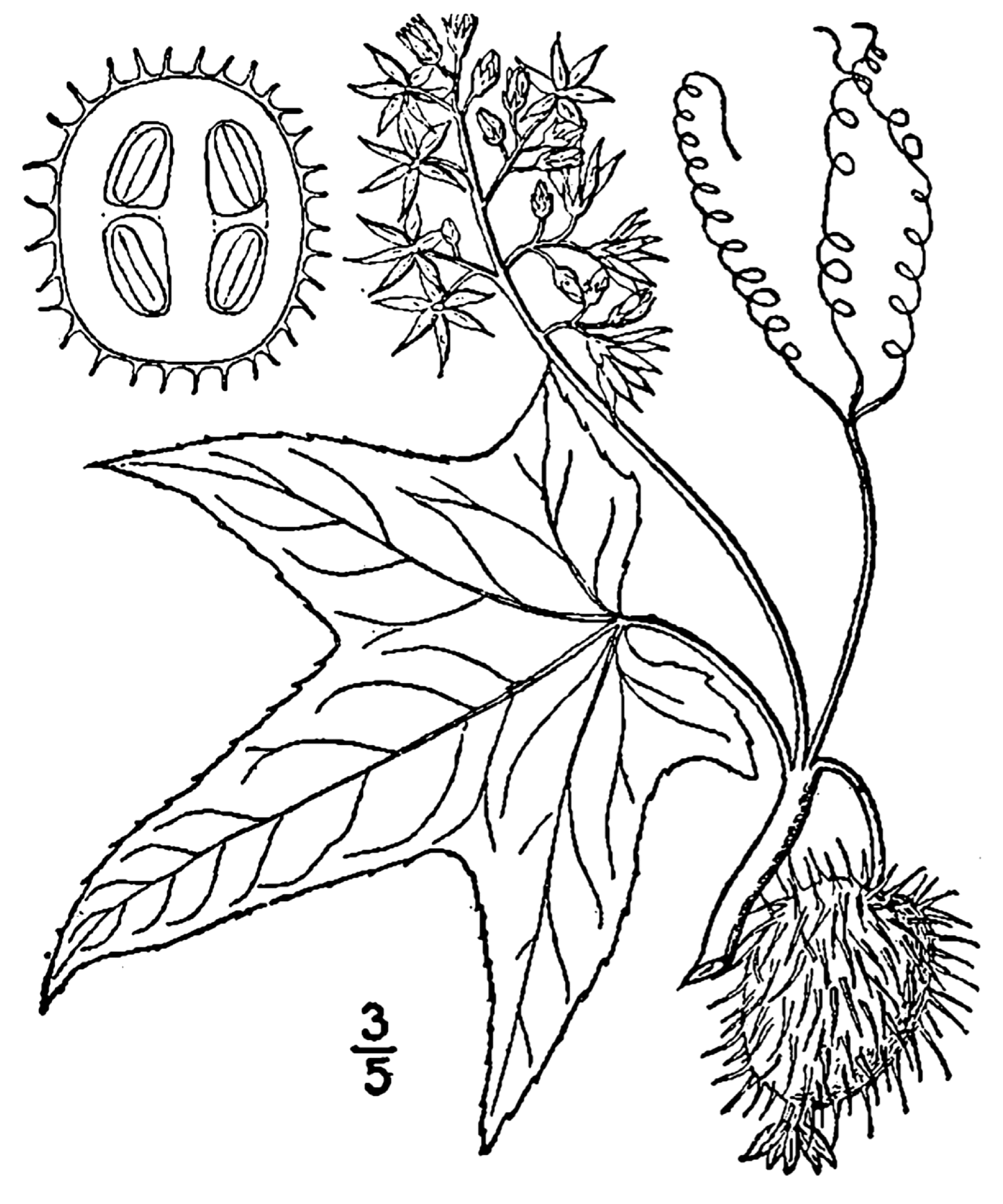
rajz a növényről